# Zufre
Zufre község Spanyolországban, Huelva tartományban. Zufre Aracena, Puerto Moral, Corteconcepción, Cañaveral de León, Arroyomolinos de León, Cala, Santa Olalla del Cala, El Ronquillo, El Castillo de las Guardas, Nerva, La Granada de Río-Tinto és Higuera de la Sierra községekkel határos. Lakosainak száma 735 fő (2024).

## Népesség
A település népessége az utóbbi években az alábbiak szerint változott:
| Lakosok száma | 1017 | 913  | 995  | 973  | 930  | 880  | 860  | 808  | 785  | 735  |
|               | 2001 | 2004 | 2006 | 2009 | 2011 | 2014 | 2016 | 2019 | 2021 | 2024 |